# Phà Rạch Miễu
Phà Rạch Miễu là một tuyến phà nằm trên Quốc lộ 60 nối liền 2 tỉnh Đồng Tháp và Vĩnh Long, với bờ phía Đồng Tháp đặt tại phường Thới Sơn và bờ phía Vĩnh Long đặt tại xã Phú Túc. Rạch Miễu là một thị tứ ở bờ phía Vĩnh Long. Phà cách cầu Rạch Miễu khoảng 1km về phía hạ lưu.
Thủy trình qua sông Tiền của phà Rạch Miễu dài khoảng 3,2 km, đi vòng qua cồn Phụng và cồn Thới Sơn. Thời gian vượt sông của phà loại 100 tấn khoảng 25-30 phút, phà tốc hành 50 tấn khoảng 13-14 phút và phà 60 tấn gần 20 phút.
Bến phà Rạch Miễu lúc đó đóng vai trò là cửa ngõ chính vào tỉnh Bến Tre (hai cửa ngõ còn lại là bến phà Đình Khao nối với Vĩnh Long qua Chợ Lách, và bến phà Cổ Chiên nối với Trà Vinh qua Mỏ Cày).
Khi cầu Rạch Miễu đưa vào sử dụng vào ngày 19 tháng 1 năm 2009, bến phà Rạch Miễu chính thức ngừng hoạt động.  Tuy nhiên, đến ngày 27 tháng 1 năm 2021, bến phà Rạch Miễu chính thức được khôi phục với tên gọi mới : bến phà tạm Rạch Miễu, nhằm  hỗ trợ giải quyết ùn tắc giao thông qua cầu Rạch Miễu và góp phần "chia lửa" với cầu Rạch Miễu hiện đang bị quá tải vào thời điểm lễ, Tết hay các ngày thứ Bảy và Chủ nhật. 